# Sinonasutitermes
Sinonasutitermes es un género de termitas  perteneciente a la familia Termitidae que tiene las siguientes especies:

## Especies
1. Sinonasutitermes dimorphus
2. Sinonasutitermes erectinasus
3. Sinonasutitermes hainanensis
4. Sinonasutitermes trimorphus